# Blauwbrug
Il Blauwbrug ("Ponte blu"; pron. /blawbrøx/) è un celebre ponte in pietra sul fiume Amstel, ad Amsterdam, realizzato nel 1883 da Bastiaan de Greef e Willem Springer sul modello del ponte Alessandro III di Parigi.
L'edificio è classificato come rijksmonument nr. 518352.

## Descrizione
Il Blauwbrug si trova lungo l'Amstelstraat, nel tratto nord-orientale della Cerchia dei Canali Est, nella parte meridionale della città: è situato ad est della Rembrandtplein e a sud-ovest dalla Waterlooplein, nei pressi dello Herengracht e del Museo Willet-Holthuysen.
Il ponte è decorato con sculture raffiguranti pesci con la corona imperiale di Amsterdam, barche veneziane e lampade ornamentali simili a quelle del ponte Alessandro III di Parigi.
Il ponte ha tre aperture per il passaggio delle imbarcazioni.

## Storia
Il ponte fu realizzato nel 1883 in occasione dell'Esposizione Mondiale. Sostituì un preesistente ponte in legno risalente al 1555: a questo ponte in legno, che era colorato di blu, si deve anche il nome del ponte attuale.
|  |

## Il Blauwbrug nella cultura di massa
- Il ponte è ricordato nel titolo del romanzo di A. F. Th. van der Heijden De slag om de Blauwbrug (1983)[6]

## Galleria d'immagini

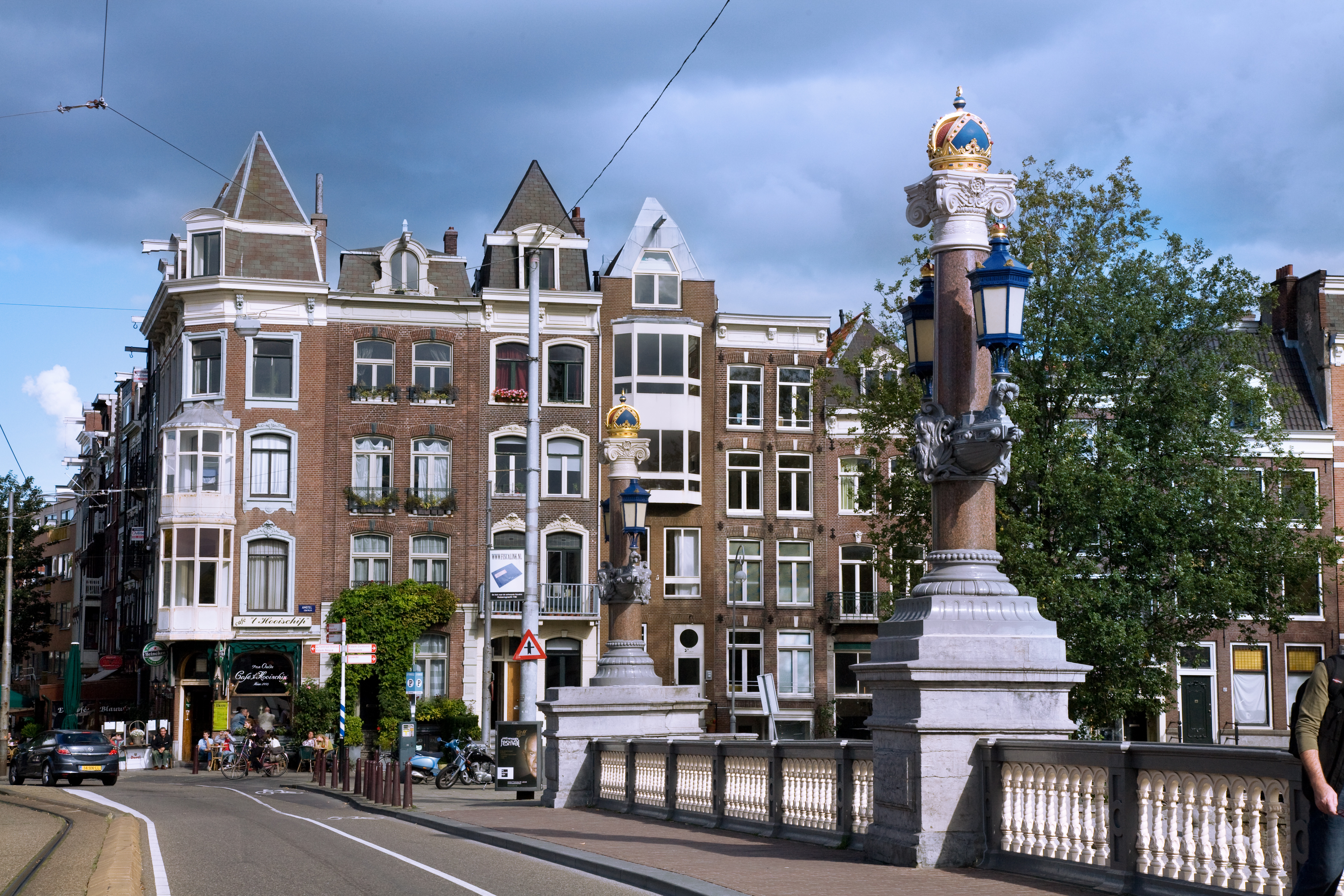
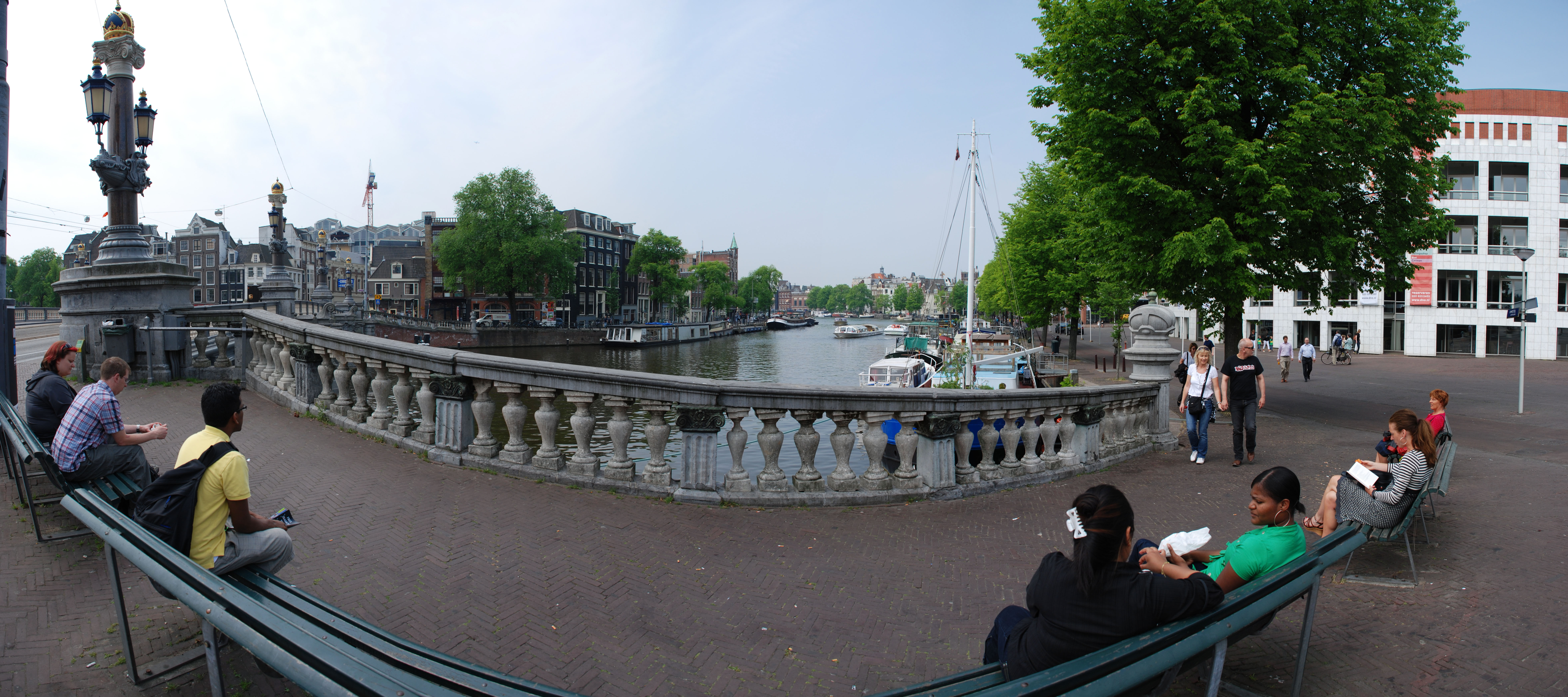
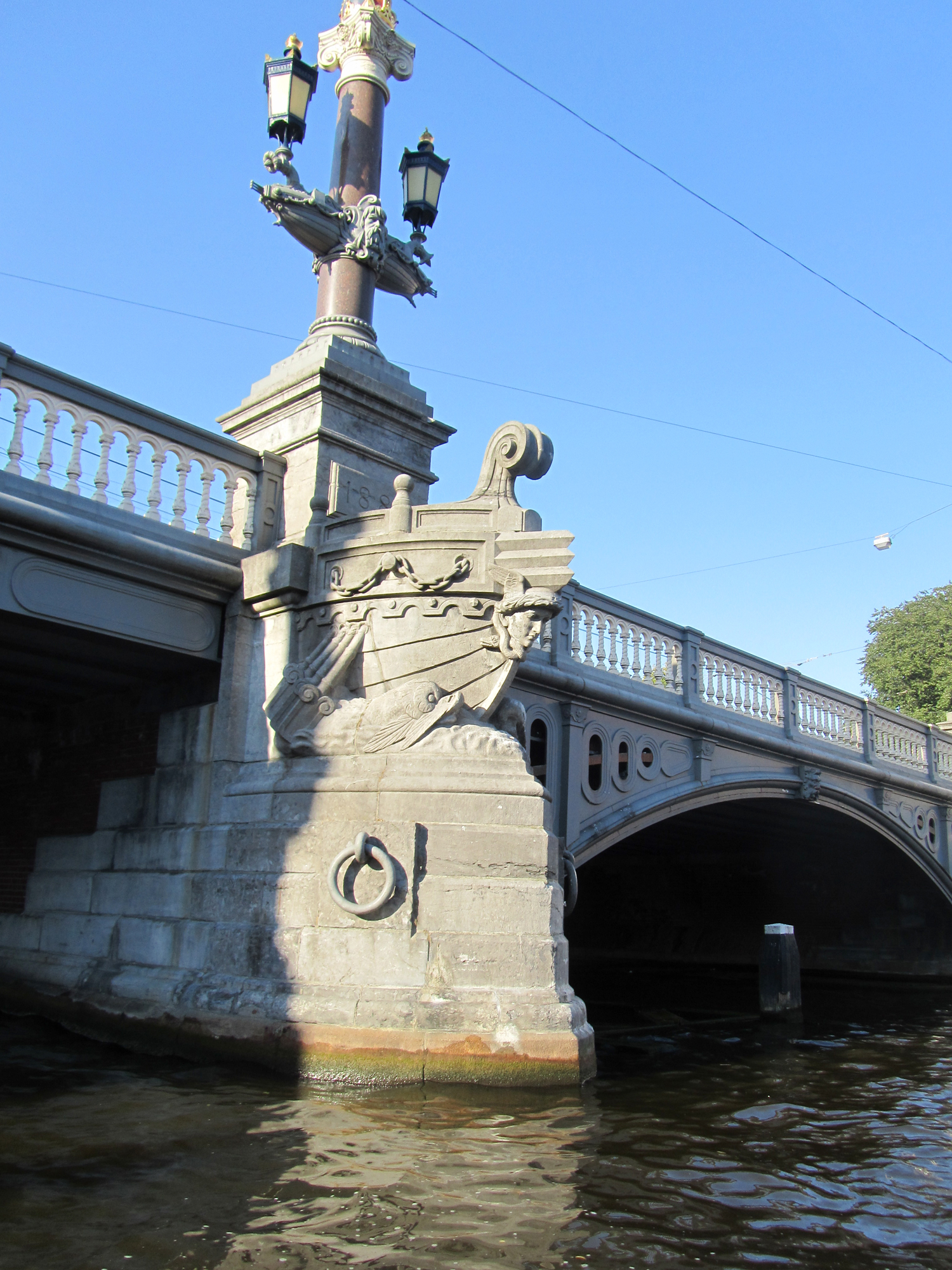
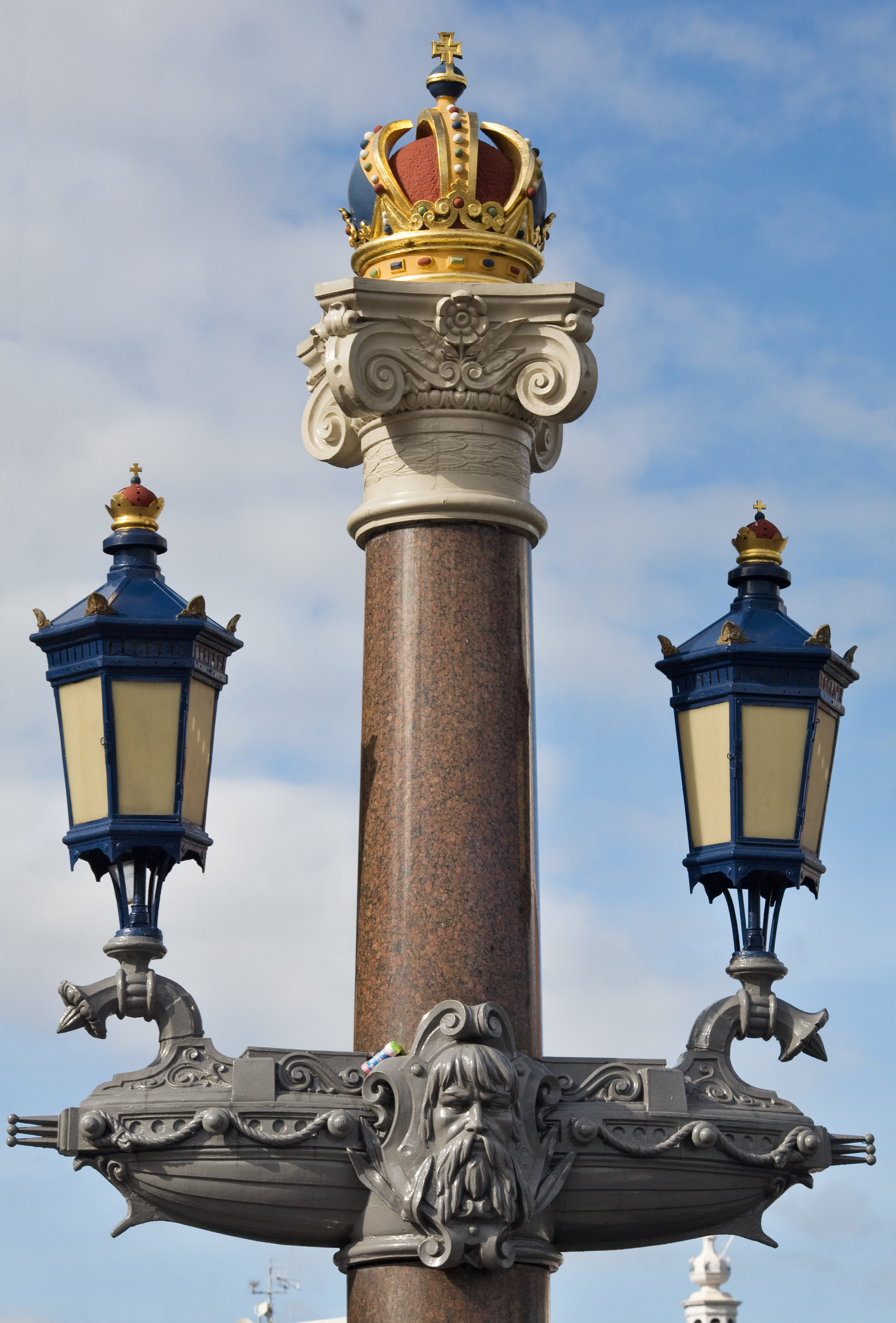
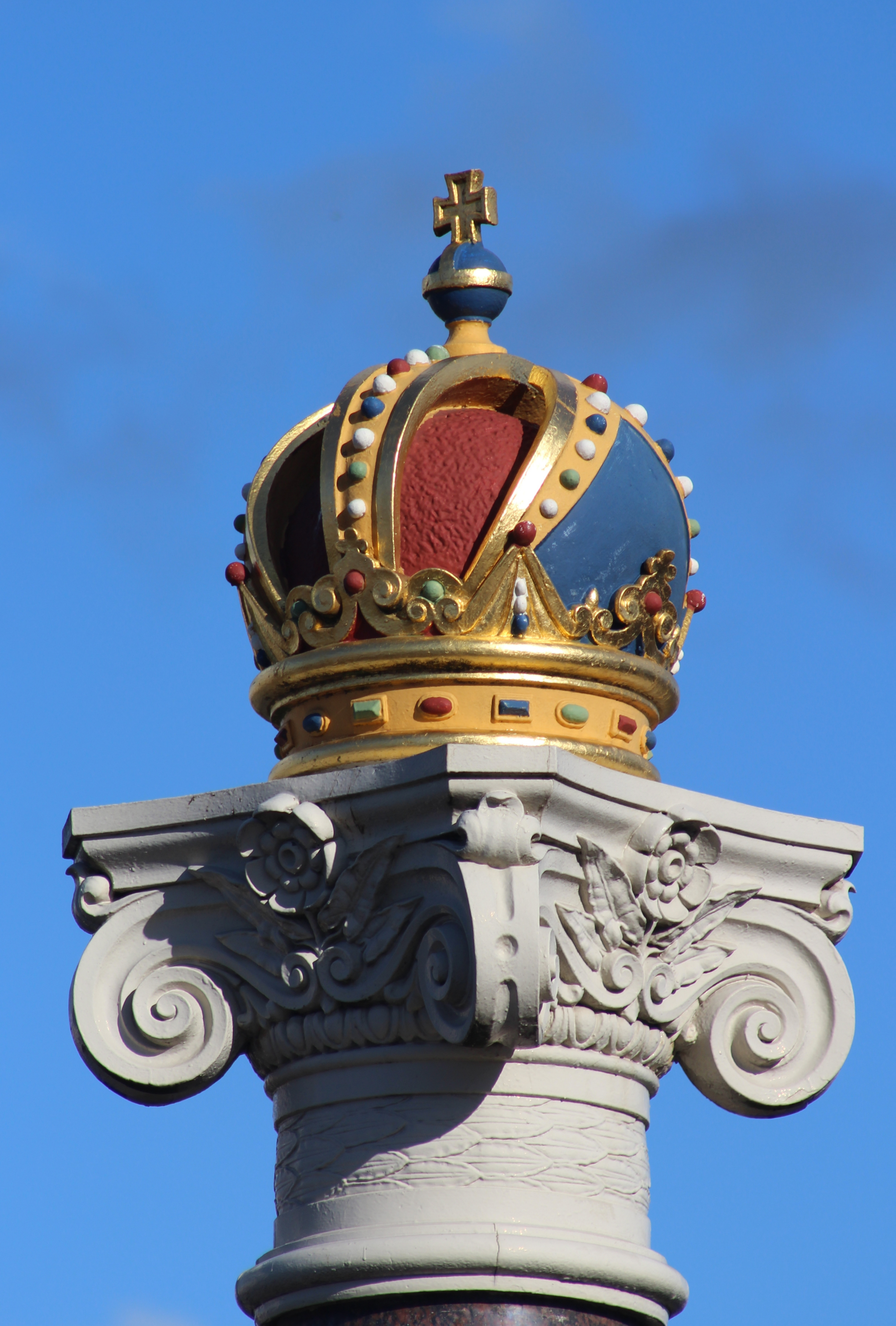